# 970
970 (CMLXX) je bilo navadno leto, ki se je po julijanskem koledarju začelo na soboto.

## Dogodki
- 1. januar

## Rojstva
- Abu Nasr Mansur, arabski matematik († 1036)
- Amr-al-Karmani, španski muslimanski astronom, filozof, matematik in učenjak († 1066)
- Elfgifu Yorška, angleška kraljica, soproga Ethelreda Nepripravljenega († 1002)
- Heimerad, nemški svetnik, potujoči pridigar († 1019)
- Leif Erikson, vikinški raziskovalec († 1020)
- Sitt al-Mulk, regentinja fatimitskega kalifa († 1023)
- Rudolf III., burgundski kralj († 1032)
- Vilijem III., touluški grof († 1037)

## Smrti
- Peter I. Bolgarski (* ni znano)